# Pardosa lahorensis
Pardosa lahorensis är en spindelart som beskrevs av Sarah Creecie Dyal 1935. Pardosa lahorensis ingår i släktet Pardosa och familjen vargspindlar.
Artens utbredningsområde är Pakistan. Inga underarter finns listade i Catalogue of Life.